# クロコダイルの涙
『クロコダイルの涙』（The Wisdom of Crocodiles, 2000年のアメリカ合衆国でのDVDリリース時： Immortality）は 、レオン・ポーチ監督・ジュード・ロウ主演の1998年のロマンティック・ スリラー映画。

## あらすじ
医師スティーヴン・グリルシュには、定期的に女性の血を吸わないと生きていけないという性質があった。
そんな彼は美しくて賢いアン・レヴェルスと恋に落ちてしまった。彼女の祖父は東洋のことに興味があり、彼女も祖父から銀の箸をもらっていた。
しかし、グリルシュが体質に勝てず血を吸おうとしたとき、レヴェルスに銀の箸で手を刺された。

## キャスト
| 役名                     | 俳優                     | 日本語吹替 |
| ------------------------ | ------------------------ | ---------- |
| スティーヴン・グリルシュ | ジュード・ロウ           | 平田広明   |
| アン・レヴェルス         | エリナ・レーヴェンソン   | 小林優子   |
| ヒーリー警部補           | ティモシー・スポール     | 麦人       |
| ロシェ巡査部長           | ジャック・ダヴェンポート | 坂東尚樹   |
| マーティン               | コリン・サーモン         | 大場真人   |
| チャン                   | ヒトラー・ウォン         |            |
| マリア・ヴォーン         | ケリー・フォックス       | さとうあい |
| カレン                   | アナスタシア・ヒル       | 加藤沙織   |
| 料金所職員               | ニック・ラモントア       | 河野智之   |
| ナンカロー               | ジョセフ・オコナー       | 長克巳     |
| ギャング団リーダー       | アシュレイ・アータス     | 高木渉     |
| ギャング団メンバー       | トム・ウー               |            |
| 負傷した労働者           | ヴィンセント・キーン     |            |
| 医者（クレジットなし）   | カール・トンジャー       | 星野充昭   |

- その他の日本語吹替：ギャング団メンバー 坪井智浩／斉藤瑞樹／藤本隆行
  - 演出 - 岩浪美和

## 批評
Rotten Tomatoesでの良い評価は47%。Metacriticでは58/100という点数が出た。
雑誌「タイム」のリチャード・コーリスは「このクールでハンサムなスリラーには、優雅さが省略されてしまっている」と評した。
1999年、 en:Brussels International Festival of Fantasy FilmでGrand Prize of European Fantasy Filmの銀賞を受賞した。